# Carolina Crescentini
Carolina Crescentini (Roma, 18 aprile 1980) è un'attrice e doppiatrice italiana.

## Biografia
Nata a Roma in una famiglia di commercialisti, è cresciuta a Monteverde ed ha conseguito la maturità scientifica presso l'Istituto Massimiliano Massimo, iscrivendosi poi alla Facoltà di Lettere, indirizzo Spettacolo. Dopo aver frequentato alcuni laboratori teatrali e la scuola di recitazione Teatro Azione, diretta da Isabella Del Bianco e Cristiano Censi è ammessa al Centro sperimentale di cinematografia, dove si diploma nel novembre del 2006. Inizia la carriera di attrice con piccoli ruoli in teatro, cinema e televisione. Partecipa alla miniserie tv, in onda su Canale 5, Carabinieri - Sotto copertura, regia di Raffaele Mertes, in cui interpreta il ruolo di Carla Vichi.
Gira numerosi cortometraggi, tra cui Fib 1477 di Lorenzo Sportiello, presentato alla 63ª Mostra del cinema di Venezia, e Thermae di Christian Filippella, in concorso allo Screamfest e proiettato al Grauman's Chinese Theater di Hollywood.
Esordisce sul grande schermo con il film H2Odio (2006), diretto da Alex Infascelli. Nel 2007 è la protagonista di Notte prima degli esami - Oggi di Fausto Brizzi, in cui interpreta Azzurra, accanto a Nicolas Vaporidis, con il quale, nello stesso anno, recita anche in Cemento armato, opera prima di Marco Martani. Inoltre appare su Rai 1 in un episodio della miniserie tv Provaci ancora prof!, diretta da Rossella Izzo, e sul canale satellitare Fox di Sky nella sit-com Boris, diretta da Luca Vendruscolo. Sempre nel 2007 Crescentini partecipa al progetto teatrale Dignità Autonome di Prostituzione, nato da un'idea del regista Luciano Melchionna e di Elisabetta Cianchini, che prosegue anche l'anno seguente.
Nel 2008 ritorna sul grande schermo con Parlami d'amore, tratto dall'omonimo romanzo di Carla Vangelista e Silvio Muccino il quale, oltre ad essere sceneggiatore e protagonista del film, debutta come regista; per questo film la Crescentini riceve una candidatura come miglior attrice non protagonista ai David di Donatello. Recita anche nel film I demoni di San Pietroburgo, regia di Giuliano Montaldo. Sul piccolo schermo interpreta nuovamente il ruolo di Corinna Negri nella seconda stagione di Boris.
Nello stesso anno è protagonista del videoclip Non c'è contatto, primo singolo estratto dall'album Lunatica composto da Emilio Munda e interpretato da Silvia Mezzanotte.
Nel 2009 ritorna nelle sale cinematografiche con tre film: Due partite, regia di Enzo Monteleone, Generazione 1000 euro, regia di Massimo Venier e Oggi sposi, regia di Luca Lucini.
Il 15 giugno 2009 riceve il premio Giuseppe De Santis come migliore attrice emergente dell'anno. Nello stesso anno, in maggio posa per l'edizione italiana di Playboy. Inoltre, partecipa al videoclip dei Baustelle Gli spietati. Nel 2011 è impegnata nelle riprese di Ti amo troppo per dirtelo, il terzo film di Marco Ponti, qui anche sceneggiatore. Accanto a lei, Francesco Scianna, Jasmine Trinca, Enrico Bertolino, Valeria Bilello, Germana Pasquero, Davide Silvestri e Fabio Troiano. Il film è ambientato a Torino.
Nel 2018 ha fatto parte della Giuria della sezione "Opera Prima Luigi De Laurentiis" alla 75ª Mostra internazionale d'arte cinematografica di Venezia.

## Vita privata
Dal 2017 è legata sentimentalmente al cantautore Francesco Motta, noto semplicemente come Motta. Il 7 settembre 2019 si sono uniti in matrimonio.

## Filmografia

### Attrice

#### Cinema
- H2Odio, regia di Alex Infascelli (2006)
- Notte prima degli esami - Oggi, regia di Fausto Brizzi (2007)
- Cemento armato, regia di Marco Martani (2007)
- Parlami d'amore, regia di Silvio Muccino (2008)
- I demoni di San Pietroburgo, regia di Giuliano Montaldo (2008)
- Due partite, regia di Enzo Monteleone (2009)
- Generazione 1000 euro, regia di Massimo Venier (2009)
- Oggi sposi, regia di Luca Lucini (2009)
- Mine vaganti, regia di Ferzan Özpetek (2010)
- 20 sigarette, regia di Aureliano Amadei (2010)
- Henry, regia di Alessandro Piva (2010)
- Boris - Il film, regia di Giacomo Ciarrapico, Mattia Torre e Luca Vendruscolo (2011)
- L'industriale, regia di Giuliano Montaldo (2011)
- Una famiglia perfetta, regia di Paolo Genovese (2012)
- Breve storia di lunghi tradimenti, regia di Davide Marengo (2012)
- Niente può fermarci, regia di Luigi Cecinelli (2013)
- Allacciate le cinture, regia di Ferzan Özpetek (2014)
- Fratelli unici, regia di Alessio Maria Federici (2014)
- Tempo instabile con probabili schiarite, regia di Marco Pontecorvo (2015)
- Maraviglioso Boccaccio, regia di Paolo e Vittorio Taviani (2015)
- L'accabadora, regia di Enrico Pau (2015)
- Assolo, regia di Laura Morante (2016)
- Beata ignoranza, regia di Massimiliano Bruno (2017)
- La verità, vi spiego, sull'amore, regia di Max Croci (2017)
- Diva!, regia di Francesco Patierno (2017)
- A casa tutti bene, regia di Gabriele Muccino (2018)
- Sconnessi, regia di Christian Marazziti (2018)
- Sabbie e fuoco (De sable et de feu), regia di Souheil Ben-Barka (2019)
- Letto numero 6, regia di Milena Cocozza (2019)
- Per tutta la vita, regia di Paolo Costella (2021)
- C'era una volta il crimine, regia di Massimiliano Bruno (2022)
- Grosso guaio all'Esquilino - La leggenda del kung fu, regia di YouNuts! (2023)
- Diabolik - Chi sei?, regia dei Manetti Bros. (2023)
- Come far litigare mamma e papà, regia di Gianluca Ansanelli (2024)
- Tutta colpa del rock, regia di Andrea Jublin (2025)

#### Televisione
- La squadra 6 - serie TV (2005)
- Carabinieri - Sotto copertura - film TV, regia di Raffaele Mertes (2005)
- Provaci ancora prof! - serie TV, episodio 2x02 (2007)
- Boris - serie TV, 18 episodi (2007-2010, 2022)
- Un cane per due - film TV, regia di Giulio Base (2011)
- Mai per amore - miniserie TV, episodio Ragazze in web, regia di Marco Pontecorvo (2012)
- Ti amo troppo per dirtelo, regia di Marco Ponti - film TV (2014)
- Max e Hélène - film TV, regia di Giacomo Battiato (2015)
- Lampedusa - Dall'orizzonte in poi - miniserie TV, regia di Marco Pontecorvo (2016)
- Lost in Paramount - sitcom (2016)
- I bastardi di Pizzofalcone - serie TV, 22 episodi (2017-2023)
- Illuminate: Krizia, regia di Gianfranco Giagni - docu-film (2018)
- Non ho niente da perdere, regia di Fabrizio Costa - film TV (2019)
- Mare fuori, regia di Carmine Elia, Milena Cocozza e Ivan Silvestrini - serie TV, 33 episodi (2020-2023)
- La bambina che non voleva cantare, regia di Costanza Quatriglio – film TV (2021)
- Tutto chiede salvezza, regia di Francesco Bruni - serie Netflix (2022-2024)
- Io e lei (seconda stagione), regia di Massimo Ferrari - miniserie TV, 5 episodi (2023)
- The Bad Guy, regia di Giancarlo Fontana e Giuseppe G. Stasi – serie TV, episodio 2x04 (2024)

#### Cortometraggi
- Donna Regina, Donna Romita, Donna Albina, regia di Marcello De Archangelis (2002)
- Suono vivo, regia di Gabriele Ferrando (2003)
- Versus, regia di Loris Lai (2003)
- Ho deciso, regia di Luca Scivoletto (2004)
- È giusto così, regia di Francesca Olivi (2004)
- Natura morta, regia di Cristiano Civitillo (2004)
- Solo, regia di Ivan Silvestrini (2004)
- Autodistruzione per principianti, regia di Ivan Silvestrini (2004)
- Thermae 2'40", regia di Christian Filippella (2005)
- Fib 1477, regia di Lorenzo Sportiello (2006)
- Mezz'ora non mi basta (2010)
- Fulmini e Saette, regia di Daniele Lince (2019)
- Presto sarà domani, regia di Michele Placido (2022)
- Benzina, regia di Daniel Daquino (2023)

#### Videoclip
- Broken By dei Giardini Di Mirò, regia di Lorenzo Sportiello (2007)
- Non seguitemi di Alex Grande, regia di Hendrick Wijmans (2007)
- Regole per un cervello difettoso dei Carpacho, regia di Lorenzo Sportiello (2007)
- Ancora un po' dei Gemelli DiVersi (2007)
- Io che amo solo te, ideato e diretto da Luigi Cecinelli - Canzone di Sergio Endrigo - Cover di Fiorella Mannoia (2008)
- Non c'è contatto di Silvia Mezzanotte (2008)
- Gli spietati dei Baustelle (2010)
- Ogni cosa di me di Sergio Cammariere (2012)
- Mai saputo il tuo nome dei Tiromancino (2014)
- La musica è finita di Motta (2023)

### Doppiatrice
- Astro Boy, regia di David Bowers (2009)
- The End? L'inferno fuori, regia di Daniele Misischia (2017)
- Il Cercasuoni (The Sound Collector) – serie animata (2023)

## Riconoscimenti
- David di Donatello
  - 2008 – Candidatura alla miglior attrice non protagonista per Parlami d'amore[14]

- Nastro d'argento
  - 2008 – Candidatura alla migliore attrice protagonista per Cemento armato[15]
  - 2009 – Candidatura alla migliore attrice non protagonista per Due partite[16]
  - 2011 – Migliore attrice non protagonista per 20 sigarette
  - 2012 – Candidatura alla miglior attrice protagonista per Boris - Il film[17]

- Ciak d'oro
  - 2011 – Migliore attrice non protagonista per Boris - Il film[18]
  - 2023 – Migliore attrice italiana in una serie TV per Mare fuori, Tutto chiede salvezza e Boris

## Audiolibri
- Banana Yoshimoto, Kitchen, Emons Audiolibri, 2012, ISBN 978-88-07-73524-0.
- Paula Hawkins, La ragazza del treno, Emons Audiolibri, 2016.
- Paula Hawkins, Dentro l'acqua, Emons Audiolibri, 2018.